# Multinacional
Una empresa multinacional (o, menys sovint, empresa transnacional) és una gran empresa que opera en diversos països. Generalment, té una única imatge de marca. Solen tenir la seu en un país fortament industrialitzat. Són fruit de la globalització de l'economia, que rebaixa o suprimeix els aranzels i es basa en un bon sistema de transport.
També diem que una multinacional és una societat mercantil o industrial, els interessos i les activitats de la qual estan establerts en diversos països.
La majoria de les companyies més grans i influents de l'època moderna són empreses de capital obert (sota la forma de societat anònima), i estan incloses en el Forbes Global 2000. Les empreses multinacionals són objecte de crítiques per no tenir estàndards ètics. També s'han associat a paradisos fiscals per a multinacionals i a les activitats d'erosió de la base imposable i trasllat de beneficis.